# Schadrapa
Schadrapa war ein phönizisch-punischer Heilgott. Er wird als jugendliche Gestalt mit einer Schlange oder einem Skorpion dargestellt. Seine Verehrung ist neben dem phönizischen Mutterland (Stele von Amrit) auch in Palmyra sowie in Nordafrika bezeugt, etwa in Karthago oder Leptis Magna, wo er in einer punisch-lateinischen Bilingue mit dem römischen Gott Liber identifiziert wird. In einigen griechischen Küstengegenden wurde er auch als Satrapas angebetet.